# Jan Ossoliński (starosta płocki)
Jan Ossoliński herbu Topór (zm. ok. 1576) – starosta płocki